# Steindamm (Königsberg)

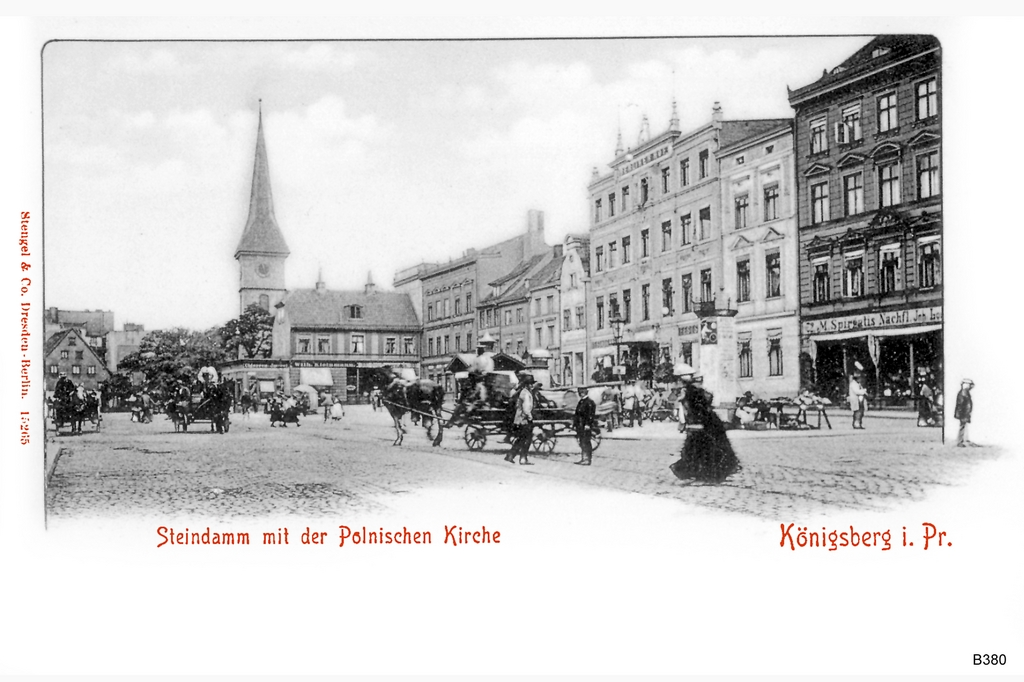
Steindammer (Polnische) Kirche und Berliner Hof

Der Steindamm war eine Siedlung des Deutschen Ordens, aus der sich eine Vorstadt von Königsberg entwickelte. In Erinnerung geblieben ist er als Haupt- und Geschäftsstraße in Königsberg (Preußen).

## Geschichte
Im Deutschordensstaat wurde die Gegend des Steindamms im Jahre 1256 als erste  Lischke am Pregel besiedelt.  Über einen aufgeschütteten  Damm war sie mit dem Königsberger Schloss verbunden. Später führte der Damm über die Steindammsche Brücke und durch das Steindammer Tor in die Koggenstraße, nach Norden an der  Altstädtischen Richtstätte, dem späteren Heumarkt, vorbei ins Samland. Noch im 13. Jahrhundert entstand die Steindammer Kirche als erstes Gotteshaus Königsbergs.
1490 erhielt der Steindamm sein Gerichtssiegel und das Dinghaus. Durch die Zusammenlegung der drei Königsberger Städte seit 1724 überflüssig, diente das Gerichtshaus später als Anatomisches Institut. 1867 wurde es abgebrochen.
Nicht weit von der Steindammer Kirche lag das 1843 gebaute Hotel Berliner Hof, dessen Fassade später nach Alfred Messel geändert wurde. Die hohen Häuser wurden erst um die Jahrhundertwende errichtet, nachdem sich die Wirtschaft durch die Reichsgründung weiter belebt hatte. Das Mineralogische Institut der Universität (Steindamm 6) wurde als „die einzige Perle des derb naturalistischen prähistorischen Stiles der Provinz“ bezeichnet. Im 19. und 20. Jahrhundert waren das Steindammer Kaffeehaus, das „Kulmbacher“ und Kückens Gaststätte Treffpunkte von Studenten und jüngeren Akademikern. In den Jahren vor dem Zweiten Weltkrieg gab es am Steindamm noch die „Hütte“, eines der vielen Flecklokale. Manche Königsberger „schossen ihren Hasen“ in der Feinkosthandlung von Langanke. Berühmt war das  Alhambra als eines der ersten multifunktionalen Gebäude des 20. Jahrhunderts.